# Tau-tau

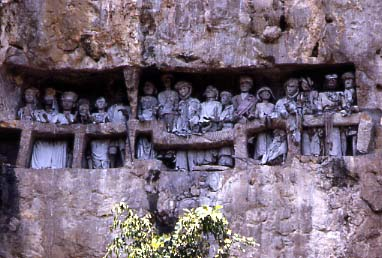
Túmulo com tau-tau.

Tau-tau (em português, "pessoa pequena" ou "modelo da pessoa") é um tipo de efígie mortuária própria da cultura toraja, na Indonésia. Ela mantém a essência espiritual do falecido e é encomendada somente para as personalidades importantes da sociedade.
Os bonecos são confeccionados com grande riqueza de detalhes já que são a representação "viva" de uma pessoa falecida. Eles possuem membros articulados, feições pormenorizadas e órgãos sexuais. São colocados num balcão adjacente ao túmulo e raramente estão isolados, pois devem permanecer juntos da família. A cada ano é realizado um ritual conhecido como Ma'nene para substituir a roupa do tau-tau.
Na metade do século XX a tradição foi ameaça pela conversão ao cristianismo e as estátuas chegaram a ser banidas por missionários católicos. Atualmente, muitas famílias guardam o tau-tau em casa, pois os casos de furto são recorrentes.